# 解放者聖馬丁將軍縣 (聖路易省)

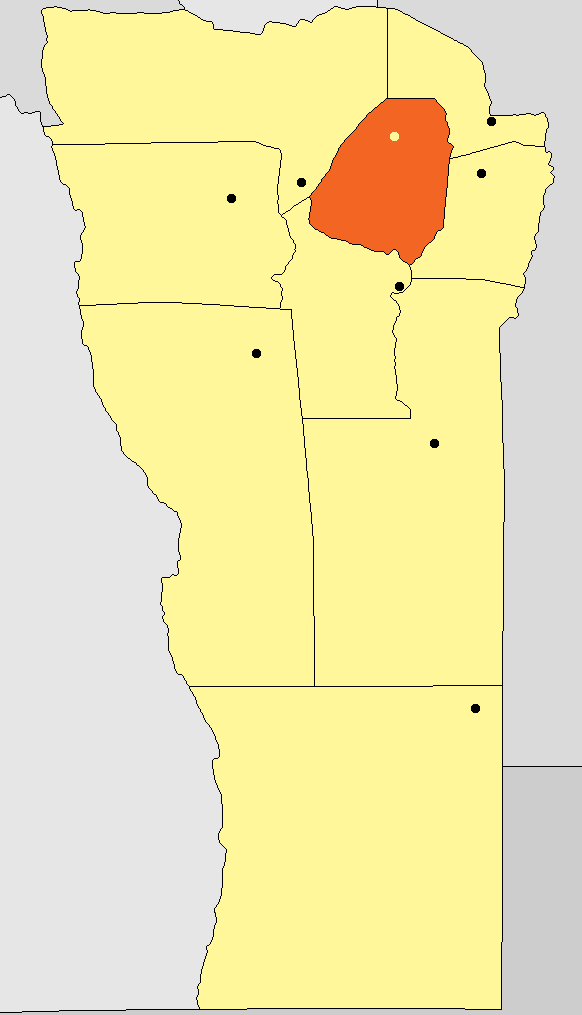

解放者聖馬丁將軍縣（西班牙語：Departamento Libertador General San Martín），是阿根廷的縣份，位於該國中北部聖路易省，首府設於聖馬丁鎮，面積3,021平方公里，2010年人口4,707，人口密度每平方公里1.6人。